# Liste des cavités naturelles les plus longues de l'Hérault
La liste des cavités naturelles les plus longues de l'Hérault recense, sous forme de tableau(x), les cavités souterraines naturelles connues dans ce département français, dont le développement est supérieur ou égal à mille mètres.
La communauté spéléologique considère qu'une cavité souterraine naturelle n'existe vraiment qu'à partir du moment où elle est « inventée » c'est-à-dire découverte (ou redécouverte), inventoriée, topographiée et publiée. Bien sûr, la réalité physique d'une cavité naturelle est la plupart du temps bien antérieure à sa découverte par l'homme ; cependant tant qu'elle n'est pas explorée, mesurée et révélée, la cavité naturelle n'appartient pas au domaine de la connaissance partagée.
La liste spéléométrique des 80 plus longues cavités naturelles de l'Hérault (≥ mille mètres) est actualisée à décembre 2019.
La plus longue cavité souterraine naturelle répertoriée dans le département de l'Hérault est  « l'aven de la Leicasse », sur la commune de Saint-Maurice-Navacelles (cf. ligne 1 du tableau ci-dessous).
| \| Histogramme de la répartition des plus longues cavités naturelles de l'Hérault par classe de développement -- Les 80 cavités citées fin 2023 sont réparties en 4 classes de développement -- \| \| \| \| \| \| \| \| \| \| \| \| \| \| \| classe I >= 5 000 m 13 cavité[s] \| classe II >= 2 000 m et < 5 000 m 24 cavités \| classe III >= 1 500 m et < 2 000 m 16 cavités \| classe IV >= 1 000 m et < 1 500 m 27 cavités \| \| |                                  |                                              |                                               |                                              |  |
| Le graphique qui aurait dû être présenté ici ne peut pas être affiché car il utilise l'ancienne extension Graph, désactivée pour des questions de sécurité. Des indications pour créer un nouveau graphique avec la nouvelle extension Chart sont disponibles ici . |                                  |                                              |                                               |                                              |  |
| Histogramme de la répartition des plus longues cavités naturelles de l'Hérault par classe de développement -- Les 80 cavités citées fin 2023 sont réparties en 4 classes de développement -- |                                  |                                              |                                               |                                              |  |
| |                                  |                                              |                                               |                                              |  |
| | classe I >= 5 000 m 13 cavité[s] | classe II >= 2 000 m et < 5 000 m 24 cavités | classe III >= 1 500 m et < 2 000 m 16 cavités | classe IV >= 1 000 m et < 1 500 m 27 cavités |  |

## Cavités de l'Hérault dont le développement est supérieur ou égal à5 000 mètres
13 cavités sont recensées dans cette « classe I », au 31-12-2023.
| Réf. | Cavité (autres noms)     | Commune                  | Massif ou zone             | Coordonnées (WGS 84)            | Développe. (mètres) | Dénivel. (mètres) | Sources ou références                                                                           | Mise à jour |
| ---- | ------------------------ | ------------------------ | -------------------------- | ------------------------------- | ------------------- | ----------------- | ----------------------------------------------------------------------------------------------- | ----------- |
| 1    | Aven de la Leicasse      | Saint-Maurice-Navacelles | Montagne de la Séranne     | 43° 49′ 08″ N, 3° 33′ 35″ E     | +016 530, m         | +0356, m          | Hubert Borg & Grottocenter                                                                      | 2000-12     |
| 2    | Grotte du Banquier       | Saint-Étienne-de-Gourgas | Causse du Larzac           | 43° 46′ 59″ N, 3° 23′ 37″ E     | +012 679, m         | +0217, m          | Plongeesouterraine.org, Plongeesout.com, Grottocenter, Speleoc no 157 & Larzac Explo et Céladon | 2022-10     |
| 3    | Foux de Lauret           | Lauret                   | Causse de l'Hortus         | 43° 50′ 50″ N, 3° 52′ 21″ E     | +011 628, m         | +0084, m          | Plongeesout.com & Info Plongée 111 & GSI                                                        | 2023-05     |
| 4    | Grotte du Garrel         | Saint-Jean-de-Buèges     | Montagne de la Séranne     | 43° 50′ 02″ N, 3° 36′ 59″ E     | +010 500, m         | +0307, m          | Grottocenter,                                                                                   | 2000-12     |
| 5    | Grotte d'Aldène          | Cesseras                 | Minervois                  | 43° 21′ 14″ N, 2° 41′ 55″ E     | +008 000, m         | +0070, m          | Spelunca no 81                                                                                  | 2000-12     |
| 6    | Aven de l'Asperge        | Olargues                 |                            | 43° 31′ 19,4″ N, 2° 54′ 16,5″ E | +007 000, m         | +0130, m          | ipvsmn.org , PNR du Haut-Languedoc & AVCFC                                                      | 2000-12     |
| 7    | Grotte de Lauzinas       | Saint-Pons-de-Thomières  | Saint-Ponais               | 43° 28′ 53″ N, 2° 44′ 48″ E     | +006 100, m         | +0140, m          | AVCFC & Plongeesout.com                                                                         | 2000-12     |
| 8    | Grotte de Ponderach      | Saint-Pons-de-Thomières  | Saint-Ponais               | 43° 29′ 06″ N, 2° 46′ 06″ E     | +006 009, m         | +0124, m          | Spéléométrie de la France & ipvsmn.org                                                          | 2000-12     |
| 9    | Évent de la Coudoulières | Pégairolles-de-Buèges    | Montagne de la Séranne     | 43° 48′ 41″ N, 3° 35′ 05″ E     | +005 522, m         | +0203, m          | Grottocenter, Plongeesout.com, Hubert Borg & spéléo Magazine                                    | 2023-09     |
| 10   | Grotte du Sergent        | Saint-Guilhem-le-Désert  | Monts de Saint-Guilhem     | 43° 45′ 08″ N, 3° 33′ 22″ E     | +005 305, m         | +0150, m          | Hubert Borg & Plongeesout.com, Grottocenter & Histoires de désob'                               | 2024-03     |
| 11   | Source du Lirou          | Les Matelles             | Garrigues montpelliéraines | 43° 43′ 59″ N, 3° 48′ 20″ E     | +005 080, m         | +0140, m          | Plongeesout.com & Grottocenter                                                                  | 2000-12     |
| 12   | Gouffre d'Euzèdes        | Riols                    |                            | 43° 29′ 54″ N, 2° 51′ 07″ E     | +005 000, m         | +0170, m          | ipvsmn.org & Alpespeleo                                                                         | 2000-12     |
| 13   | Grotte de la Douch       | Courniou                 | Saint-Ponais               | 43° 28′ 15″ N, 2° 42′ 27″ E     | +005 000, m         | +0100, m          | ipvsmn.org                                                                                      | 2013-03     |

## Cavités de l'Hérault dont le développement est compris entre2 000 mètreset4 999 mètres
24 cavités sont recensées dans cette « classe II », au 31-12-2019.
| Réf. | Cavité (autres noms)              | Commune                                  | Massif ou zone             | Coordonnées (WGS 84)        | Développe. (mètres) | Dénivel. (mètres) | Sources ou références                              | Mise à jour |
| ---- | --------------------------------- | ---------------------------------------- | -------------------------- | --------------------------- | ------------------- | ----------------- | -------------------------------------------------- | ----------- |
| 14   | Aven du Cochon                    | Saint-Pierre-de-la-Fage                  | Causse du Larzac           | 43° 48′ 09″ N, 3° 25′ 10″ E | +004 550, m         | +0270, m          | GERSAM 34 & Céladon                                | 2000-12     |
| 15   | Grotte de Clamouse                | Saint-Jean-de-Fos                        | Monts de Saint-Guilhem     | 43° 42′ 35″ N, 3° 33′ 09″ E | +004 500, m         | +0145, m          | Spéléométrie de la France                          | 2000-12     |
| 16   | Système de Roses                  | Castanet-le-Haut                         |                            | 43° 41′ 16″ N, 2° 57′ 54″ E | +004 300, m         | +0120, m          | Plongeesout.com                                    | 2000-12     |
| 17   | Calaven de la Seoubio             | Claret                                   | Garrigues montpelliéraines | 43° 50′ 10″ N, 3° 50′ 52″ E | +003 883, m         | +0056, m          | Plongeesout.com, Grottocenter & Info Plongée n°112 | 2020-12     |
| 18   | Aven Barnabé                      | La Vacquerie-et-Saint-Martin-de-Castries | Causse du Larzac           | 43° 46′ 47″ N, 3° 28′ 55″ E | +003 722, m         | +0312, m          | Plongeesout.com & Grottocenter                     | 2000-12     |
| 19   | Boulidou de Cazilhac              | Cazilhac                                 | Montagne de la Séranne     | 43° 55′ 11″ N, 3° 41′ 52″ E | +003 610, m         | +0116, m          | Plongeesout.com & Spéléo Mag. no 64 & Grottocenter | 2008-12     |
| 20   | Évent de Veyrières                | Lunas                                    |                            | 43° 43′ 23″ N, 3° 13′ 18″ E | +003 600, m         | +0167, m          | Grottocenter                                       | 2000-12     |
| 21   | Aven du Grelot                    | Pégairolles-de-Buèges                    | Montagne de la Séranne     | 43° 48′ 35″ N, 3° 34′ 34″ E | +003 229, m         | +0139, m          | Grottocenter                                       | 2000-12     |
| 22   | Grottes de la Devèze - Roquebleue | Courniou                                 | Saint-Ponais               | 43° 28′ 27″ N, 2° 42′ 51″ E | +003 200, m         | +0082, m          | Spéléométrie de la France                          | 2000-12     |
| 23   | Évent de Bergougnous              | Saint-Maurice-Navacelles                 | Causse du Larzac           | 43° 53′ 21″ N, 3° 29′ 36″ E | +003 192, m         | +0143, m          | Grottocenter                                       | 2000-12     |
| 24   | Source du Lamalou                 | Rouet                                    | Garrigues montpelliéraines | 43° 49′ 31″ N, 3° 47′ 55″ E | +003 189, m         | +0066, m          | Plongeesout.com & Grottocenter                     | 2019-12     |
| 25   | Grotte Véronique                  | Saint-Martin-de-Londres                  | Garrigues montpelliéraines | 43° 48′ 30″ N, 3° 40′ 19″ E | +002 968, m         | NC m              | GERSAM 34 & J.F. Brun                              | 2000-12     |
| 26   | Puits de l'Aven                   | Cournonterral                            | Garrigues montpelliéraines | 43° 34′ 53″ N, 3° 42′ 42″ E | +002 900, m         | NC m              | Plongeesout.com                                    | 2000-12     |
| 27   | Le Gourneyras                     | Saint-Maurice-Navacelles                 | Causse du Larzac           | 43° 51′ 34″ N, 3° 31′ 35″ E | +002 835, m         | +0105, m          | Plongeesout.com & Grottocenter                     | 2000-12     |
| 28   | Aven du Troglodyte Mignon         | Saint-Privat                             | Causse du Larzac           | 43° 44′ 40″ N, 3° 28′ 10″ E | +002 573, m         | +0155, m          | Spéléométrie de la France                          | 2000-12     |
| 29   | Grotte du Grenouillet             | Gorniès                                  | Montagne de la Séranne     | 43° 51′ 30″ N, 3° 35′ 21″ E | +002 500, m         | +0145, m          | Plongeesout.com                                    | 2000-12     |
| 30   | Aven Salvat                       | Aumelas                                  | Causse d'Aumelas           | 43° 34′ 20″ N, 3° 39′ 06″ E | +002 500, m         | +0118, m          | Spéléométrie de la France                          | 2000-12     |
| 31   | Grotte des PN 77                  | Olargues                                 |                            | 43° 31′ 23″ N, 2° 54′ 36″ E | +002 500, m         | +0148, m          | ipvsmn.org & PNR du Haut-Languedoc                 | 2000-12     |
| 32   | Aven des Plans                    | Les Plans                                |                            | 43° 45′ 24″ N, 3° 14′ 49″ E | +002 438, m         | +0140, m          | Plongeesout.com, Grottocenter & Spelunca no 64     | 2000-12     |
| 33   | Trou fumant de l'Olivier          | Moulès-et-Baucels                        |                            | 43° 57′ 07″ N, 3° 43′ 17″ E | +002 310, m         | +0128, m          | Plongeesout.com                                    | 2000-12     |
| 34   | Évent de Gorniès                  | Ferrières-les-Verreries                  | Garrigues montpelliéraines | 43° 51′ 46″ N, 3° 48′ 28″ E | +002 221, m         | +0037, m          | Plongeesout.com & Grottocenter                     | 2000-12     |
| 35   | Grotte des Gardies                | Roqueredonde                             |                            | 43° 47′ 10″ N, 3° 12′ 59″ E | +002 220, m         | +0038, m          | Plongeesout.com & Grottocenter                     | 2000-12     |
| 36   | Cave de Vitalis                   | La Vacquerie-et-Saint-Martin-de-Castries | Causse du Larzac           | 43° 46′ 50″ N, 3° 26′ 53″ E | +002 128, m         | +0191, m          | Spéléoc                                            | 2000-12     |
| 37   | Fousse de Carteyral               | Gorniès                                  | Pic d'Anjeau               | 43° 54′ 41″ N, 3° 37′ 17″ E | +002 000, m         | +0184, m          | GERSAM 34 & Plongeesout.com                        | 2000-12     |

En attente : La grotte des Sagnoles (Saint-Pons-de-Thomières) : 2 800 m. Spelunca no 136.

## Cavités de l'Hérault dont le développement est compris entre1 500 mètreset1 999 mètres
15 cavités sont recensées dans cette « classe III » au 31-12-2019.
| Réf. | Cavité (autres noms)                      | Commune                    | Massif ou zone             | Coordonnées (WGS 84)            | Développe. (mètres) | Dénivel. (mètres) | Sources ou références                                                            | Mise à jour |
| ---- | ----------------------------------------- | -------------------------- | -------------------------- | ------------------------------- | ------------------- | ----------------- | -------------------------------------------------------------------------------- | ----------- |
| 38   | Grotte de Labeil                          | Lauroux                    | Causse du Larzac           | 43° 48′ 20″ N, 3° 16′ 07″ E     | +001 944, m         | +0016, m          | Larzac Explo-Celadon                                                             | 2021-12     |
| 39   | Grotte de Macoumé                         | Olargues                   |                            | 43° 33′ 19″ N, 2° 55′ 51″ E     | +001 930, m         | +0088, m          | AVCFC, Spelunca no 96 & Spéléo Mag n°97-98 & ipvsmn.org                          | 2017-12     |
| 40   | Aven de la Combe du Buis                  | Causse-de-la-Selle         | Monts de Saint-Guilhem     | 43° 45′ 44″ N, 3° 35′ 04″ E     | +001 900, m         | +0186, m          | Plongeesout.com, Grottocenter & Spéléo magazine no 115                           | 2000-12     |
| 41   | Aven de la Courounelle                    | Minerve                    | Minervois                  | 43° 22′ 18″ N, 2° 45′ 06″ E     | +001 900, m         | +0100, m          | Les Grandes Cavités héraultaises & ipvsmn.org                                    | 2000-12     |
| 42   | Source des Fontanilles                    | Puéchabon                  | Garrigues montpelliéraines | 43° 45′ 10″ N, 3° 37′ 24″ E     | +001 852, m         | +0101, m          | Plongeesout.com& Grottocenter & Spelunca 75                                      | 2000-12     |
| 43   | Grotte-exsurgence du Tunnel sous la route | Causse-de-la-Selle         | Monts de Saint-Guilhem     | 43° 45′ 00″ N, 3° 35′ 37″ E     | +001 822, m         | +0038, m          | Spéléométrie de la France                                                        | 2000-12     |
| 44   | Grand aven du Mont Marcou                 | Saint-Geniès-de-Varensal   | Mont Marcou                | 43° 41′ 36″ N, 3° 00′ 19″ E     | +001 800, m         | +0345, m          | Spelunca no 126                                                                  | 2000-12     |
| 45   | Grotte de Laval de Nize                   | Lunas                      |                            | 43° 42′ 26″ N, 3° 14′ 30″ E     | +001 776, m         | +0056, m          | Plongeesout.com, Spéléo magazine no 108 & Info Plongée n°112.                    | 2019-12     |
| 46   | Grotte de l'Escalège                      | Claret                     | Garrigues montpelliéraines | 43° 50′ 54″ N, 3° 50′ 47″ E     | +001 768, m         | +0035, m          | Grottocenter                                                                     | 2000-12     |
| 47   | Grotte du Bousquet                        | Pégairolles-de-l'Escalette | Causse du Larzac           | 43° 47′ 59″ N, 3° 18′ 51″ E     | +001 715, m         | +0028, m          | Grottocenter, Plongeesout.com, Spéléo magazine no 112 & Larzac Explo et Céladon. | 2020-12     |
| 48   | Grotte de Beaugrand                       | Lauret                     | Montagne de l'Hortus       | 43° 49′ 50″ N, 3° 51′ 41″ E     | +001 702, m         | +0014, m          | Plongeesout.com & Jean-Frédéric Brun & Grottocenter                              | 2000-12     |
| 49   | Évent du Plantayrel                       | Gorniès                    |                            | 43° 53′ 36″ N, 3° 38′ 11″ E     | +001 649, m         | +0020, m          | Plongeesout.com                                                                  | 2000-12     |
| 50   | Grotte du Rautély                         | Olargues                   |                            | 43° 31′ 24,5″ N, 2° 54′ 41,4″ E | +001 600, m         | +0053, m          | ipvsmn.org , PNR du Haut-Languedoc & AVCFC                                       | 2000-12     |
| 51   | Aven Bonnet                               | Saint-Maurice-Navacelles   | Causse du Larzac           | 43° 50′ 25″ N, 3° 26′ 45″ E     | +001 539, m         | +0070, m          | Spéléométrie de la France                                                        | 2000-12     |
| 52   | Aven des Pousselières                     | Ferrières-Poussarou        |                            | 43° 28′ 21,7″ N, 2° 52′ 36″ E   | +001 500, m         | +0126, m          | Les Grandes Cavités héraultaises, AVCFC & ipvsmn.org                             | 2000-12     |

## Cavités de l'Hérault (France) dont le développement est compris entre1 000 mètreset1 499 mètres
28 cavités sont recensées dans cette « classe IV » au 31-12-2019.
| Réf. | Cavité (autres noms)                           | Commune                                  | Massif ou zone             | Coordonnées (WGS 84)        | Développe. (mètres) | Dénivel. (mètres) | Sources ou références                           | Mise à jour |
| ---- | ---------------------------------------------- | ---------------------------------------- | -------------------------- | --------------------------- | ------------------- | ----------------- | ----------------------------------------------- | ----------- |
| 53   | Évents de la Liquisse no 1 et no 2             | Rouet                                    | Montagne de l'Hortus       | 43° 49′ 58″ N, 3° 49′ 06″ E | +001 482, m         | +0086, m          | Plongeesout.com                                 | 2000-12     |
| 54   | Aven Clara                                     | La Vacquerie-et-Saint-Martin-de-Castries | Causse du Larzac           | 43° 47′ 19″ N, 3° 28′ 13″ E | +001 476, m         | +0224, m          | Grottocenter                                    | 2017-08     |
| 55   | Exsurgence de Gourneyrou                       | Saint-Maurice-Navacelles                 | Causse du Larzac           | 43° 51′ 29″ N, 3° 31′ 31″ E | +001 460, m         | +0109, m          | Grottocenter                                    | 2000-12     |
| 56   | Évent de Soubès                                | Soubès                                   | Causse du Larzac           | 43° 46′ 59″ N, 3° 21′ 44″ E | +001 450, m         | +0130, m          | Plongeesout.com                                 | 2000-12     |
| 57   | Grotte de Rocheba                              | Riols                                    |                            | 43° 29′ 48″ N, 2° 48′ 16″ E | +001 450, m         | +0000, m          | Spéléométrie de la France & ipvsmn.org          | 2000-12     |
| 58   | Grotte du Verdiau                              | Riols                                    |                            | 43° 29′ 44″ N, 2° 50′ 29″ E | +001 400, m         | +0062, m          | Grottocenter                                    | 2000-12     |
| 59   | Aven du Fonctionnaire                          | Saint-Maurice-Navacelles                 | Causse du Larzac           | 43° 48′ 19″ N, 3° 28′ 02″ E | +001 355, m         | +0000, m          | Les Grandes Cavités héraultaises                | 2000-12     |
| 60   | Grotte des Ressecs                             | Puéchabon                                | Garrigues montpelliéraines | 43° 44′ 32″ N, 3° 36′ 31″ E | +001 320, m         | +0111, m          | Plongeesout.com                                 | 2000-12     |
| 61   | Aven-évent de Gourgas                          | Saint-Étienne-de-Gourgas                 | Causse du Larzac           | 43° 47′ 10″ N, 3° 22′ 45″ E | +001 307, m         | +0032, m          | Plongeesout.com & Larzac Explo - Céladon.       | 2003-12     |
| 62   | Grotte de la Trayolle                          | Courniou                                 | Saint-Ponais               | 43° 28′ 06″ N, 2° 42′ 07″ E | +001 300, m         | +0000, m          | Spéléométrie de la France                       | 2000-12     |
| 63   | Grotte de l'Avencas                            | Brissac                                  | Montagne de la Séranne     | 43° 51′ 06″ N, 3° 41′ 47″ E | +001 300, m         | +0089, m          | Spéléo Mag. no 88 & Plongeesout.com             | 2000-12     |
| 64   | Évent de la Liquière                           | Puéchabon                                | Garrigues montpelliéraines | 43° 42′ 08″ N, 3° 37′ 27″ E | +001 270, m         | +0000, m          | Plongeesout.com                                 | 2000-12     |
| 65   | Grotte des Cabriérettes                        | Joncels                                  |                            | 43° 45′ 16″ N, 3° 13′ 25″ E | +001 250, m         | +0000, m          | Grottocenter                                    | 2000-12     |
| 66   | Boulidou du Camp de Guerre                     | Ganges                                   |                            | 43° 57′ 18″ N, 3° 42′ 38″ E | +001 230, m         | +0043, m          | Plongeesout.com                                 | 2000-12     |
| 67   | Évent de Cavalon no 1                          | Gorniès                                  | Causse de Blandas          | 43° 53′ 27″ N, 3° 36′ 10″ E | +001 230, m         | +0037, m          | Spelunca no 96                                  | 2000-12     |
| 68   | Aven de la Fendille du Bois de Montmal         | Cazilhac                                 | Montagne de la Séranne     | 43° 54′ 06″ N, 3° 39′ 53″ E | +001 200, m         | +0165, m          | Grottocenter & Les Grandes Cavités héraultaises | 2000-12     |
| 69   | Grotte du Furou                                | Roqueredonde                             |                            | 43° 48′ 31″ N, 3° 12′ 33″ E | +001 177, m         | +0000, m          | Spéléométrie de la France                       | 2000-12     |
| 70   | Aven des Huttes                                | Saint-Maurice-Navacelles                 | Causse du Larzac           | 43° 49′ 10″ N, 3° 29′ 51″ E | +001 150, m         | +0270, m          | Spéléométrie de la France                       | 2000-12     |
| 71   | Système du Pic Saint-Baudille - Licorne        | Montpeyroux                              | Montagne de la Séranne     | 43° 44′ 20″ N, 3° 28′ 46″ E | +001 150, m         | +0280, m          | Grottocenter,                                   | 2000-12     |
| 72   | Grotte de Vasplongues                          | Lunas                                    |                            | 43° 42′ 55″ N, 3° 13′ 33″ E | +001 140, m         | +0044, m          | Plongeesout.com & Grottocenter                  | 2000-12     |
| 73   | Aven de la Vayssière                           | Les Rives                                | Causse du Larzac           | 43° 51′ 42″ N, 3° 14′ 57″ E | +001 100, m         | +0170, m          | Plongeesout.com                                 | 2000-12     |
| 74   | Grotte du Claux                                | Gorniès                                  | Causse de Blandas          | 43° 52′ 28″ N, 3° 35′ 50″ E | +001 050, m         | +0000, m          | Jean-Louis Roudil                               | 2000-12     |
| 75   | Aven Perruche - Affluent Souterrain du Lamalou | Notre-Dame-de-Londres                    | Garrigues montpelliéraines | 43° 49′ 12″ N, 3° 43′ 33″ E | +001 025, m         | +0119, m          | Grottocenter                                    | 2000-12     |
| 76   | Perte de la Virenque                           | Le Cros                                  | Causse du Larzac           |                             | +001 020, m         | +0000, m          | Spéléométrie de la France                       | 2000-12     |
| 77   | Aven de Carteyrals                             | Gorniès                                  | Pic d'Anjeau               | 43° 54′ 27″ N, 3° 37′ 38″ E | +001 000, m         | +0085, m          | Plongeesout.com & Grottocenter                  | 2000-12     |
| 78   | Grotte de la Fausse Monnaie                    | Mas-de-Londres                           | Garrigues montpelliéraines | 43° 46′ 19″ N, 3° 45′ 42″ E | +001 000, m         | +0110, m          | Grottocenter                                    | 2000-12     |
| 79   | Aven du Saut du Lièvre                         | Pégairolles-de-l'Escalette               | Causse du Larzac           | 43° 49′ 53″ N, 3° 20′ 49″ E | +001 000, m         | +0262, m          | Spéléométrie de la France                       | 2000-12     |
| 80   | Aven des Lacs                                  | Minerve                                  | Minervois                  |                             | +001 000, m         | +0100, m          | Les Grandes Cavités héraultaises                | 2000-12     |